# Sagarmatha (phim)
Sagarmatha (tiếng Nepal: सगरमाथा/Sagarmāthā) là một bộ phim tâm lý của đạo diễn Ján Piroh, ra mắt lần đầu năm 1988.

## Nội dung
Truyện phim kể về cuộc chinh phục đỉnh Himalaya của một nhóm người Tiệp Khắc ưa mạo hiểm.

## Diễn viên
- Bořivoj Navrátil... Mischa
- Oldřich Kaiser... Jan (con trai của Mischa)
- Rajshree Chhetri... Người đàn bà Nepal
- Karel Hábl... Josef (trưởng đoàn thám hiểm)
- Miroslav Vladyka
- Vladimír Jedľovský
- Peter Staník
- Marek Ťapák
- Ivo Heller
- Peter Staník
- Milan Bahúl

## Ê-kíp
- Thiết kế sản xuất: Tibor Földes
- Phục trang: Tatiana Kovačevičová
- Âm thanh: Pavol Sasík